# Restaurant (журнал)
Restaurant (або Restaurant Magazine) — британський професійний журнал, присвячений ресторанній справі. Заснований у 2002 році. Виходить щомісяця. Мова видання: англійська.

## Аудиторія
- Шеф-кухарі
- Власники ресторанів, ресторатори
- Професіонали громадського харчування

## Проблематика
- Бізнес поради і консультації
- Інформація про відкриття нових ресторанів та кар'єрні досягнення професіоналів
- Продукти харчування, напої і вина, інструменти, дизайнерські ідеї
- Профілі найбільш відомих імен в галузі
- Інноваційні топ-компанії
- Топ пропозиції щодо роботи в галузі

## Рейтинги ресторанів, що публікуються журналом
Журнал друкує щорічні авторитетні рейтинги найкращих ресторанів:
- 50 найкращих ресторанів світу (S. Pellegrino World's 50 Best Restaurants)[4]
- The National Restaurant Awards (Велика Британія)[5]
- R200 list.[6]

## Видавець
Засновник і видавець: William Reed Business Media Ltd. Офіс: Broadfield Park, Crawley RH11 9RT, Велика Британія.
Контакти редакції: Kathrin Leaver - 01293 610465